# Ixodes alluaudi
Ixodes alluaudi  (лат.) — вид клещей рода Ixodes из семейства Ixodidae. Эндемик Африки. Паразитируют на млекопитающих (землеройки, грызуны). Вид был впервые описан в 1913 году французским зоологом Луи Жоржем Неманном (Louis Georges Neumann, 1846—1930).

## Распространение
Африка: Кения, Заир, Руанда, Судан и ЮАР.